# Distretto di San Miguel (Lima)
Il distretto di San Miguel è un distretto del Perù che appartiene geograficamente e politicamente alla provincia e dipartimento di Lima ed è situato a sud della capitale peruviana.

## Capoluogo e data di fondazione
- San Miguel

Il distretto è stato istituito il 10 maggio 1920

## Distretti confinanti
Confina a nordest con il distretto di Lima; a sud con l'oceano Pacifico; ad est con il distretto di Magdalena del Mar e con il distretto di Pueblo Libre e ad ovest con il distretto di La Perla (regione di Callao).

## Sindaco (alcalde)
- Juan José Guevara  (2019-2022)
- Eduardo Bless (2015-2018)
- Salvador Heresi (2003-2014)
- Marina Sequeiros (1999-2002)

## Società

### Evoluzione demografica
Superficie e popolazione: 10,72 km² e una popolazione stimata nel 2005 in 124 904 persone, di cui il 55% donne e il 45% uomini.

### Festività religiosa
- Novembre: Signore dei Miracoli

## Cultura

### Scuole
- Liceo ginnasio statale Bartolomé Herrera.
- Liceo particulare Claretiano.

### Università
Le università private sono:
- Pontificia Università Cattolica del Perù